# Michelle Freeman
Michelle Freeman, jamajška atletinja, * 5. maj 1969, Saint Catherine, Jamajka.
Nastopila je na olimpijskih igrah v letih 1992, 1996 in 2000, leta 1996 je osvojila bronasto medaljo v štafeti 4×100 m in šesto mesto v teku na 100 m z ovirami. Na svetovnih prvenstvih je osvojila bronasti medalji v štafeti 4x100 m leta 1993 in teku na 100 m z ovirami leta 1997, na svetovnih dvoranskih prvenstvih naslov prvakinje v teku na 60 m z ovirami leta 1997, na igrah Skupnosti narodov pa naslov prvakinje v teku na 100 m z ovirami leta 1994.